# Mitsubishi K7M
Mitsubishi K7M (Морський навчальний літак початкової підготовки Тип 0) — експериментальний навчальний літак Імперського флоту Японії періоду 1930-х років.

## Історія створення
У 1936 році командування Імперського флоту Японії склало технічне замовлення на розробку двомоторного навчального літака для підготовки екіпажів флотських бомбардувальників (в основному Mitsubishi G3M), який мав би замінити літак Mitsubishi K3M.
Розробку доручили фірмі Mitsubishi.
Літак — двомоторний високоплан із закритою кабіною, оснащений двома радіальними двигунами Gasuden GK2 Tempu 11 (Ha-22-11). Два дослідні взірці були збудовані 1938 року, але флот відмовився від подальшої розробки занадто дорогих літаків. Два збудовані літаки були прийняті на озброєння під назвою «Морський навчальний літак початкової підготовки Тип 0» (або K7M1).
У кабіні розміщувались 5 курсантів і 2 інструктори. Літак оснащувався радіо- та навігаційним обладнанням, фотокамерами. Озброєння складалося з двох 7,7-мм кулеметів; літак міг нести до 90 кг бомб.

## Тактико-технічні характеристики

### Технічні характеристики
- Екіпаж: 2 чоловік
- Пасажири: 5 курсантів, 2 інструктори
- Довжина: 13,23 м
- Висота: 3,45 м
- Розмах крил: 19,96 м
- Площа крил: 50,30 м²
- Маса пустого: 2 558 кг
- Маса спорядженого: 3 810 кг
- Двигуни: 2 х Gasuden GK2 Tempu 11 (Ha-22-11)
- Потужність: 340 к. с.

### Льотні характеристики
- Максимальна швидкість: 260 км/г
- Крейсерська швидкість: 180 км/г
- Дальність польоту: 950 км
- Практична стеля: 5 800 м

### Озброєння
- Кулеметне: 2 × 7,7 мм кулемети
- Бомбове: до 90 кг бомб